# Gandarewa
Gandarewa, též gandareva je nestvůra z perské mytologie, která byla zabita Keresáspou.
V pátém jaštu, zvaném Ardvísúr jašt, hymnu na Anáhitu, je uváděno že hrdina Kerespáspa této bohyni obětoval aby porazil Gandarewu se zlatou patu, který dělal víry u břehů jezera či moře, zvaného Vourukaša. V devatenáctém jaštu, zvaném Zamjád jašt, se Gandarewovi opět přisuzuje zlatá pata a navíc otevřený chřtán a hubení následovníků Aši-Pravdivosti, a je opět zabit Keresáspou.
Otakar Klíma se domníval že výraz „se zlatou patou“ (zairi-pášna) vzniklo omylem, a původně na místě prvního slova stálo „moře“ (zrajah), a nestvůra tak stála patami v moři. Arthur Macdonnel přirovnal Gandarewu k védskému Gandharvovi, záhadné bytosti, která později v hinduismu dala jméno skupině nebeských hudebníků. Védský Gandharva je strážcem sómu, posvátného nápoje, přičemž jeho zarathuštrická obdoba, bílý hóm, je skryta v jezeru Vourukaša, a je možné že musel být přemožen bohy, který o tento nápoj usilovali.